# Lago di Cama
Il lago di Cama è un lago delle Alpi Lepontine situato in Svizzera. 

## Descrizione
Il lago è situato a 1265 m di quota nella val Cama, facente parte della più grande val Mesolcina, all'interno del Canton Grigioni, il più grande dei cantoni della Svizzera.
L'altitudine e la localizzazione geografica del lago fanno sì che questo piccolo specchio d'acqua resti gelato per tutto il periodo che va da novembre fino a fine aprile. Il lago è contenuto in una conca rocciosa chiusa a valle da sbarramenti torrentizi e da accumulazioni detritiche staccatesi dai sovrastanti Piz d'Ugin e Piz de Cressim.
All'interno del lago è facile incontrare esemplari di trota iridea, salmerino alpino e sanguinerola.